# Witten
Witten (pronunciación alemana: ˈvɪtn̩ⓘ) es una ciudad alemana en el estado federado de Renania del Norte-Westfalia, situada en la parte central de la cuenca del Ruhr entre las ciudades de Bochum y Dortmund. Cuenta con unos 96 700 habitantes (2017) y una superficie de 72,4 km².

## Historia

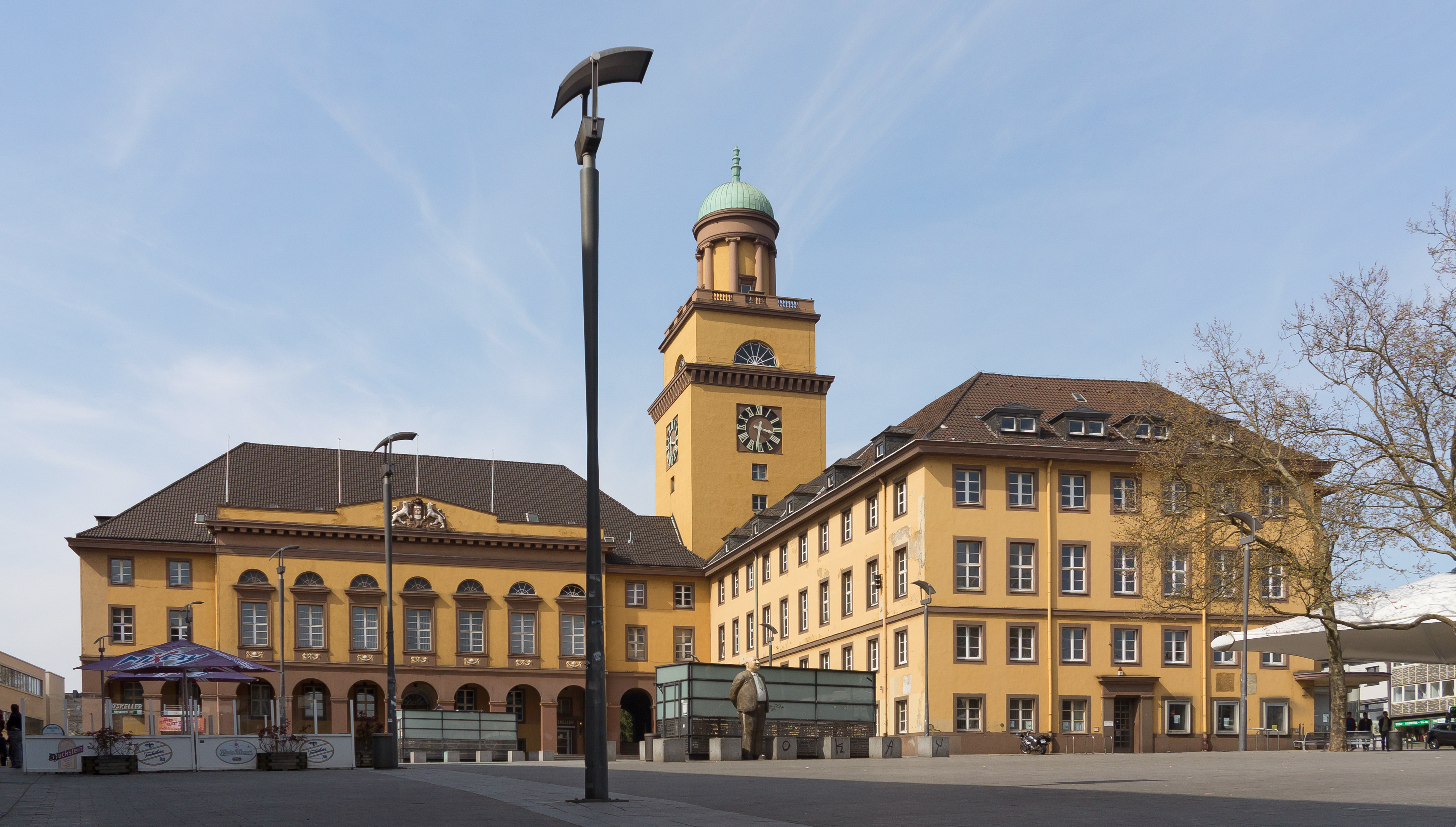
Sede del ayuntamiento

En el siglo XIX, la Revolución Industrial transformó Witten en una próspera ciudad.

## Transporte
Witten está unida a la red de autopistas (Autobahn) por las autopistas A 43 y A 44. El servicio local de trenes está orquestado por la BOGESTRA, un joint venture entre las ciudades de Bochum y Gelsenkirchen. Hay líneas de tranvía que unen a la ciudad con Witten. El transporte público funciona de acuerdo a las regulaciones de la asociación de transportes VRR.